# Černotín
Černotín (in tedesco Czernotin) è un comune della Repubblica Ceca facente parte del distretto di Přerov, nella regione di Olomouc.